# Monterfil
Monterfil (bret. Mousterfil) – miejscowość i gmina we Francji, w regionie Bretania, w departamencie Ille-et-Vilaine.
Według danych na rok 1990 gminę zamieszkiwało 915 osób, a gęstość zaludnienia wynosiła 54 osoby/km² (wśród 1269 gmin Bretanii Monterfil plasuje się na 610. miejscu pod względem liczby ludności, natomiast pod względem powierzchni na miejscu 600.).